# MAPPA
MAPPA Co., Ltd. (株式会社MAPPA Kabushiki-gaisha MAPPA?) är en japansk animeringsstudio med sitt säte i Tokyo. Studion grundades den 11 juni 2011 av filmproducenten Masao Maruyama, som grundade animeringsstudion Madhouse.

## Verk
- 2012 – Kids on the Slope (tillsammans med Tezuka Productions)
- 2012 – Teekyu
- 2013 – Hajime no Ippo: Rising (tillsammans med Madhouse)
- 2014 – Terror in Resonance
- 2014 – Garo: The Animation
- 2014 – Rage of Bahamut: Genesis
- 2015 – Punch Line
- 2015 – Ushio and Tora (tillsammans med Studio VOLN)
- 2016 – Garo: Divine Flame
- 2016 – In This Corner of the World
- 2016 – Days
- 2016 – Yuri!!! on Ice
- 2017 – Rage of Bahamut: Virgin Soul
- 2018 – Banana Fish
- 2022 – Chainsaw Man